# Андрија Ковач
Андрија Ковач (Београд, 25. септембар 1969) српски је глумац. Познат је по улози Хрвоја у емисији Курсаџије.

## Улоге
| Год.   | Назив                         | Улога             |
| ------ | ----------------------------- | ----------------- |
| 1980-е |                               |                   |
| 1989.  | Сазвежђе белог дуда           |                   |
| 1990-е |                               |                   |
| 1991.  | Театар у Срба                 |                   |
| 1996.  | Срећни људи                   |                   |
| 1997.  | Канал Мимо                    |                   |
| 2000-е |                               |                   |
| 2006.  | Курсаџије                     | Хрвоје            |
| 2010-е |                               |                   |
| 2010.  | Азиланти                      | Хрвоје            |
| 2015.  | Сизиф К.                      | Зевс              |
| 2019.  | Шифра Деспот                  | Цига 2            |
| 2020-е |                               |                   |
| 2021.  | Бележница професора Мишковића | Војислав, старији |
| 2023.  | Уста пуна земље               | Живорад           |